# Frihet (tidning)
Frihet är en medieplattform (oberoende socialdemokratisk), som tidigare fungerade som tidskrift och medlemstidning för Sveriges socialdemokratiska ungdomsförbund (SSU). Tidskriften bildades 1917 (samma år som SSU) och började ges ut 1918 från Eskilstuna. Sista numret utkom under början av 2017, 100 år efter den bildades. Den sista tiden kom den ut åtta gånger om året. 2014 hade den en TS-kontrollerad upplaga om 12 700 exemplar.
Sedan mars 2018 driver SSU en digital medieplattform (webbplats) med samma namn som medlemstidningen. Första chefredaktör var Lotta Ilona Häyrynen.

## Chefredaktörer och ansvariga utgivare

### Chefredaktörer i urval
- Fritz Stenlund (1918:1-2)
- Einar Svedbärj (1918:3-6)
- Nils Karleby (1918–1920:8)
- Richard Lindström (1920–1929)
- Karl Fredriksson (1930–?)
- Torsten Nilsson (?–1940)
- Ole Jödal (1940–1942)
- Ossian Sehlstedt (1942–1943)
- Bertil Johansson (1943–1946)
- Frans Nilsson (1946–1952)
- Bertil Löfberg (1952–1958)
- Kurt Ward (1958–1961)
- Ingvar Carlsson (1961–1965)
- Thage Peterson (1965–1967)
- Bo Ringholm (1967–1972)
- Rolf Alsing (1972–1973)
- Göran Färm (1974–1976)
- Kerstin Olsson (1977–1980)
- Jan Sparrman (1980–1981)
- Hans-Åke Rönnlund (1981–1983)
- Elisabeth Wahl (tf, 1997)
- Jenny Åkervall (1999–2000)
- Elisabeth Wahl (2000–2001)
- Jenny Åkervall (2001–2002)
- Tua Myhrman (tf, 2002–2003)
- Tua Myhrman (2003–2005)
- Joakim Jakobsson (tf, 2005–2007)
- Nina Svanberg (2007)
- Axel Björneke (2007–2009)
- Mikael Feldbaum (tf, 2009–2010)
- Becky Bergdahl (2010–2011)
- Daniel Mathisen (2011–2014)
- John Antonsson (tf, 2014–2015)
- Madeleine Hammarström (2015–2017)
- Lotta Ilona Häyrynen (2018–2019)
- Sanna Svanström (tf, 2019–2020)
- Nils Dahlgren (2020–2023)

### Ansvariga utgivare
- Einar Svedbärj (1918–1920:7)
- Bertil Johansson (1944:17–1946:18)
- Frans Nilsson (1946:19–1952:17)
- Bertil Löfberg (1952:18–1958:9)
- Kurt Ward (1958:10–1961:10)
- Ingvar Carlsson (1961:11/12–1965:9)
- Thage Peterson (1965:10–1967:6/7)
- Bo Ringholm (1967:8–1972:6/7)
- Lars Engqvist (1972:8–1978:5)
- Jan Nygren (1978:6/7–1984:6)
- Anna Lindh (1984:7–1990:6/7)
- Karl-Petter Thorwaldsson (1990:8/9)
- Carina Persson (1990:10–1993:7)
- Jonas Helling (1993:8–1999:5)
- Jenny Åkervall (1999:6–2000:5)
- Elisabeth Wahl (2000:6–2001:3)
- Jenny Åkervall (2001:4–2003:2)
- Tua Myhrman (2003:3/4–2005:3)
- Joakim Jakobsson (2005:4-?)
- John Antonsson (?–2017)